# Christine Sinclair
Christine Sinclair (Burnaby, 12 de junho de 1983) é uma futebolista canadense que atua como atacante. Atualmente, joga pelo Portland Thorns.

## Carreira
Fez parte da equipe feminina do Canadá para a Copa do Mundo de Futebol Feminino de 2011 na Alemanha e em Copa do Mundo de Futebol Feminino de 2015, no Canadá.
Conquistou medalha de bronze nos Jogos Olímpicos de Londres, ao derrotar a França por 1 a 0. Em 2016, voltou a conquistar a medalha nos Jogos Olímpicos do Rio de Janeiro, ao vencer o Brasil por 2 a 1, na Arena Corinthians.
Nos Jogos Olímpicos do Tóquio, conquistou a inédita medalha de ouro após vencer a Suécia nos pênaltis.
Sinclair chegou a Copa do Mundo 2023 sendo simplesmente a maior artilheira do futebol de seleções (masculina e feminina) de todos os tempos com 190 golos.

## Títulos
Western New York Flash
- Liga de futebol feminino dos Estados Unidos: 2011

Portland Thorns
- National Women's Soccer League: 2013, 2017

Seleção Canadense
- Jogos Olímpicos: medalha de ouro (Tóquio 2020)
- Jogos Olímpicos: medalha de bronze (Londres 2012, Rio 2016)
- Jogos Pan-Americanos: medalha de ouro (Guadalajara 2011)
- Jogos Pan-Americanos: medalha de bronze (Rio 2007)
- Torneio Internacional Cidade de São Paulo: 2010
- Campeonato Feminino da CONCACAF: 2010